# Jylkkyvaara
Jylkkyvaara är ett naturreservat i Pajala kommun i Norrbottens län.
Området är naturskyddat sedan 1997 och är 19,2 kvadratkilometer stort. Reservatet omfattar ett större våtområde i öster och skog med myrmark i övrigt. Reservatet består av tallskog i de torrare delarna och gran i de fuktigare. 